# Отдельная общевойсковая армия (Азербайджан)
Отдельная общевойсковая армия (азерб. Əlahiddə Ümumqoşun Ordusu) — отдельное войсковое объединение Сухопутных войск Азербайджана, дислоцированное на территории Нахичеванской Автономной Республики — эксклава Азербайджанской Республики. Командующий, заместитель министра обороны генерал-майор Кянан Сеидов.

## История

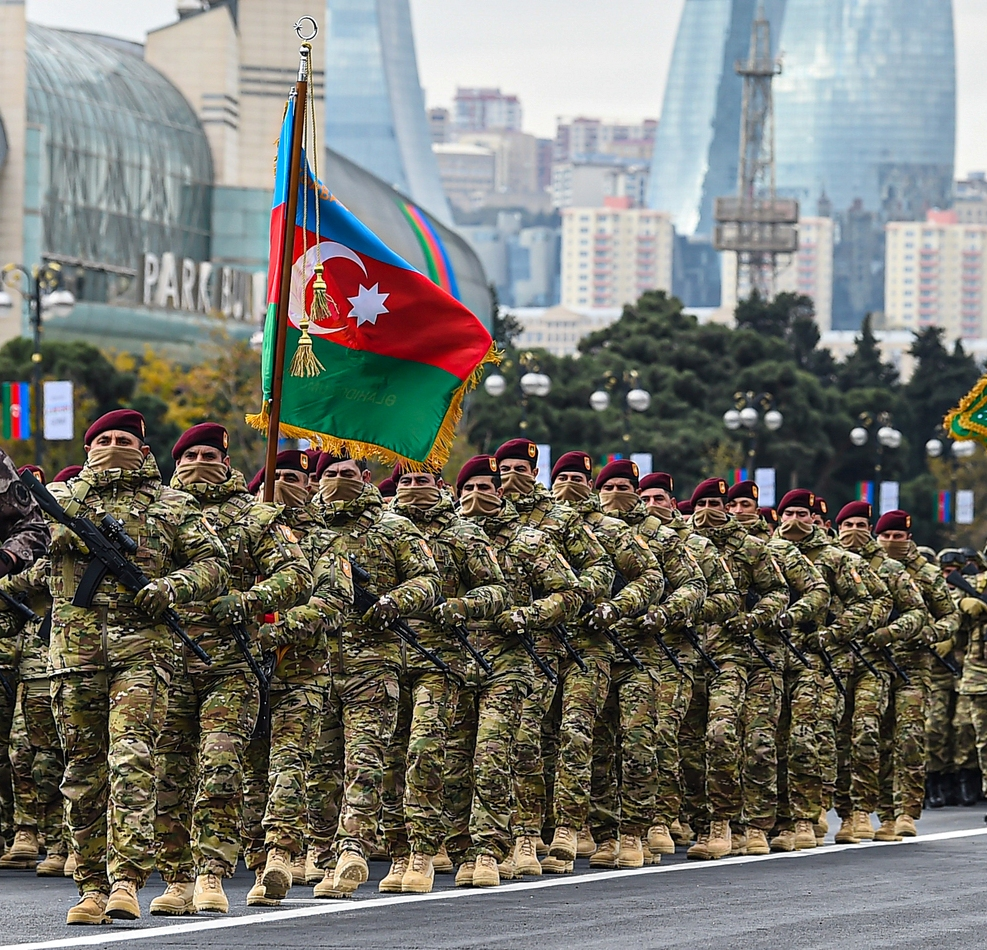
Парадный расчёт сил специального назначения Отдельной общевойсковой армии на Параде Победы в Баку, 10 декабря 2020

Отдельная общевойсковая армия была создана указом президента Азербайджана от 18 декабря 2013 года на базе 5-го армейского корпуса, с целью укрепления обороноспособности Нахичеванской АР и усовершенствования управления ВС Азербайджана.
По заявлениям Министерства обороны Азербайджанской Республики, в мае 2018 года, на приграничной с Республикой Армения территории Шарурского района Нахичеванской АР, Отдельная общевойсковая армия провела Гюннутскую операцию, в результате которой был установлен контроль над рядом высот.
Осенью 2020 года, войска специального назначения совместно с другими подразделениями Отдельной общевойсковой армии участвовали во Второй Карабахской войне.

## Командующие
- Керем Мустафаев (14 мая 2014 года[5] — 2024 год[6])
- Кянан Сеидов (2024 год[1] — н. в.)